# Twickelstad FM
Twickelstad FM is een voormalige lokale omroep die uitzond voor de voormalige gemeenten Stad- en Ambt Delden. Het radiostation startte op 3 april 1993 met uitzenden. Vanaf het eerste moment zond Twickelstad FM 24 uur per dag uit. In eerste instantie met voornamelijk in het weekend en doordeweeks 's middags en 's avonds gepresenteerde programma's, maar vanaf eind 1993 ook doordeweeks overdag.
In verband met de gemeentelijke herindeling, waarbij de gemeenten Stad- en Ambt Delden, Markelo, Diepenheim en Goor fuseerden tot de gemeente Hof van Twente, diende het radiostation samen te gaan met de lokale omroep voor deze laatste drie gemeenten. De fusiebesprekingen strandden uiteindelijk en Twickelstad FM besloot in samenwerking met FM Plus verder te gaan als regionaal commercieel radiostation onder de naam Twickelstad FM Plus. Deze samenwerking, en daarmee de kabelverspreiding, strandde uiteindelijk in 2006 na een conflict tussen licentiehouder FM Plus en Essent Kabelcom.
In 2008 deed Twickelstad FM een poging om terug te keren als lokale omroep voor de gemeente Hof van Twente. Het Commissariaat voor de media nam echter het advies van de gemeente over om de uitzendlicentie van Hofstreek Omroep te verlengen.